# Amhaida

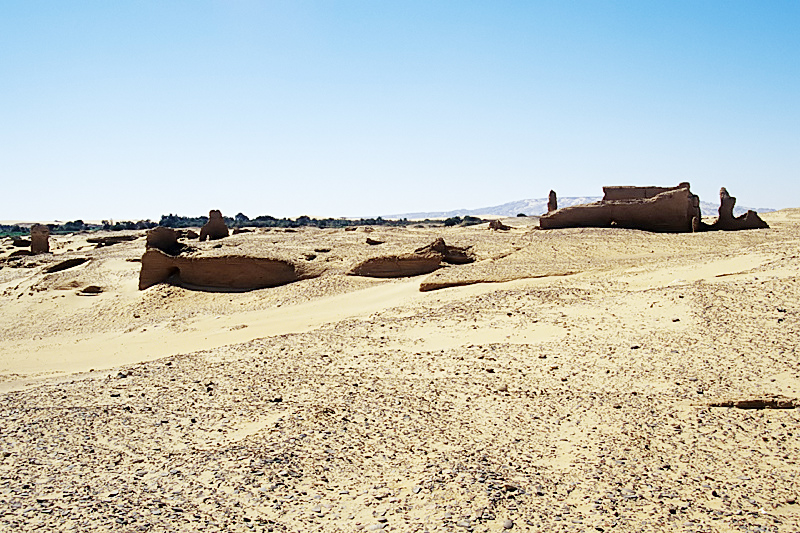
Überreste des Toth-Tempels bei Amḥeida

Amhaida (arabisch أمحيدة, DMG Amḥaida) ist ein Weiler 3,5 Kilometer südlich von Qasr ad-Dachla in der Senke Dachla in der Libyschen Wüste, Ägypten, und gleichzeitig Namensgeber für die westlich gelegene archäologische Stätte mit der einstigen griechisch-römische Siedlung Trimithis (griechisch Τριμιθις).
Die auf dem archäologischen Grabungsfeld gefundenen Keramikscherben datieren in die Zeit zwischen dem altägyptischen Alten Reich und der spätrömischen Zeit. In altägyptischer Zeit wurde der Ort Set-waḥ (s.t-wꜢḥ, „der Rastplatz“) genannt.
Der hiesige, dem Thot von Set-waḥ, Herrn von Hermopolis [magna], geweihte Tempel bestand bereits in der 23. Dynastie, wie ein Sandsteinblock mit dem Namenszug von Petubastis I. belegt. In der 26. Dynastie erhielt der Tempel ein neues Sanktuar, in dem die Namen der Könige Necho II., Psammetich II. und Amasis belegt sind.
2013/2014 wurde ein Tempel-Portal mit Nennung von Petubastis IV. Seheribre vom niederländischen Ägyptologen Olaf E. Kaper entdeckt. Kaper schlug vor, dass der Fürst und Gegenkönig Petubastis IV. Seheribre von hier aus das Heer des persischen Großkönigs und ägyptischen Königs Kambyses II. geschlagen haben könnte.
Die heute sichtbaren Siedlungsreste gehören zur griechisch-römischen Stadt Trimithis. Die Größe des Areals deutet an, dass dies wohl der Wohnort für 5.000 bis 10.000 Einwohner in der Spätantike war. Das Stadtrecht einer Polis ist seit 304 n. Chr. belegt. Zur Stadt gehörten ausgedehnte Friedhöfe mit Lehmziegeltotenkapellen, darunter auch zwei Grabstätten mit Lehmziegelpyramiden. Unter den freigelegten Wohngebäuden sticht das des wohlhabenden Serenus hervor, weil es Wandgemälde mit mythologischen Szenen besaß.